# نامزدان و فهرست‌ها در انتخابات مجلس خبرگان رهبری (۱۴۰۲)
ششمین دوره انتخابات مجلس خبرگان رهبری، در ۱۱ اسفند ۱۴۰۲ همزمان با مرحلهٔ نخست انتخابات دوازدهمین دوره مجلس شورای اسلامی برگزار خواهد شد.

## گزارش انتخابات
در این دوره از انتخابات مجلس خبرگان رهبری، ۵۱۰ نامزد برای تصاحب ۸۸ کرسی ثبت نام کردند که به نقل بعضی منابع از این میان حدود ۱۴۷ کاندیدا شاخص هستند. از جمله آنها ۵۲ نفر از نمایندگان فعلی مجلس خبرگان هستند. هادی طحان نظیف سخنگوی شورای نگهبان در ۴ بهمن ۱۴۰۲ اعلام کرد تعداد ۱۳۸ نفر در انتخابات مجلس خبرگان رهبری در سراسر کشور تایید صلاحیت شدند.  البته تعداد تأیید صلاحیت شدگان در مرحله تجدیدنظر به ۱۴۴ نفر افزایش پیدا کرد.

## نامزدان، فهرست‌ها و نتایج

### استان آذربایجان شرقی (۵ نماینده)
| ردیف | نام                   | گرایش سیاسی | سابقهٔ نمایندگی | جامعه روحانیت مبارز | جامعه مدرسان | نتیجه شمارش آرا |
| ---- | --------------------- | ----------- | -------------- | ------------------- | ------------ | --------------- |
| ۱    | سید محمدعلی آل هاشم   | اصولگرا     | نه             | نامزدشده            | نامزدشده     | برنده           |
| ۲    | محمدتقی پورمحمدی      | مستقل       | آری            | نامزدشده            | نامزدشده     | برنده           |
| ۳    | جواد حاجی زاده کلجاهی | اصولگرا     | نه             | نامزدشده            | نامزدشده     | برنده           |
| ۴    | سید باقر سیدی بنابی   | مستقل       | نه             | نامزدشده            | نامزدشده     | برنده           |
| ۵    | علی ملکوتی            | اصولگرا     | آری            | نامزدشده            | نامزدشده     | برنده           |
| ۶    | سید محمد واعظ موسوی   | اعتدالگرا   | آری            |                     |              | رای نیاورد      |

### استان آذربایجان غربی (۳ نماینده)
| ردیف | نام               | گرایش سیاسی | سابقهٔ نمایندگی | جامعه روحانیت مبارز | جامعه مدرسان | نتیجه شمارش آرا |
| ---- | ----------------- | ----------- | -------------- | ------------------- | ------------ | --------------- |
| ۱    | محمد حسین بیاتی   | اصولگرا     | نه             |                     |              | برنده           |
| ۲    | سید علی‌اکبر قریشی | اصولگرا     | آری            | نامزدشده            | نامزدشده     | برنده           |
| ۳    | عسگر دیرباز       | اصولگرا     | آری            | نامزدشده            | نامزدشده     | برنده           |
| ۴    | جواد مجتهد شبستری | اصولگرا     | آری            | نامزدشده            | نامزدشده     | رای نیاورد      |

### استان اردبیل (۲ نماینده)
| ردیف | نام                     | گرایش سیاسی | سابقهٔ نمایندگی | جامعه روحانیت مبارز | جامعه مدرسان | نتیجه شمارش آرا |
| ---- | ----------------------- | ----------- | -------------- | ------------------- | ------------ | --------------- |
| ۱    | یدالله صفری             | مستقل       | نه             | نامزدشده            |              | برنده           |
| ۲    | سید حسن عابدیان کلخوران | مستقل       | نه             |                     | نامزدشده     | رای نیاورد      |
| ۳    | سید حسن عاملی کلخوران   | اصولگرا     | آری            | نامزدشده            | نامزدشده     | برنده           |

### استان اصفهان (۵ نماینده)
| ردیف | نام                   | گرایش سیاسی | سابقهٔ نمایندگی | جامعه روحانیت مبارز | جامعه مدرسان | نتیجه شمارش آرا |
| ---- | --------------------- | ----------- | -------------- | ------------------- | ------------ | --------------- |
| ۱    | سید یوسف طباطبایی‌نژاد | اصولگرا     | آری            | نامزدشده            | نامزدشده     | برنده           |
| ۲    | عبدالمحمود عبداللهی   | اصولگرا     | آری            | نامزدشده            |              | رای نیاورد      |
| ۳    | مرتضی مقتدایی         | اصولگرا     | آری            | نامزدشده            | نامزدشده     | برنده           |
| ۴    | سید ابوالحسن مهدوی    | اصولگرا     | آری            | نامزدشده            | نامزدشده     | برنده           |
| ۵    | سید سعید حسینی        | اصولگرا     | نه             | نامزدشده            | نامزدشده     | برنده           |
| ۶    | مصطفی حسناتی          | مستقل       | نه             |                     |              | برنده           |
| ۷    | مرتضی خوشنویس زاده    | مستقل       | نه             |                     |              | رای نیاورد      |
| ۸    | محمدعلی فقیهی         | مستقل       | نه             |                     |              | رای نیاورد      |
| ۹    | محمد عمومی            | مستقل       | نه             |                     |              | رای نیاورد      |
| ۱۰   | حمید الهی‌دوست         | مستقل       | نه             |                     |              | رای نیاورد      |
| ۱۱   | عبدالامیر خطاط        | مستقل       | نه             |                     | نامزدشده     | رای نیاورد      |

### استان البرز (۲ نماینده)
| ردیف | نام               | گرایش سیاسی | سابقهٔ نمایندگی | جامعه روحانیت مبارز | جامعه مدرسان | نتیجه شمارش آرا |
| ---- | ----------------- | ----------- | -------------- | ------------------- | ------------ | --------------- |
| ۱    | محسن کازرونی      | اصولگرا     | آری            |                     |              | رای نیاورد      |
| ۲    | حسین ردایی        | مستقل       | نه             |                     |              | برنده           |
| ۳    | محمدرضا فلاح تفتی | مستقل       | نه             |                     |              | برنده           |

### استان ایلام (۱ نماینده)
| ردیف | نام                      | گرایش سیاسی | سابقهٔ نمایندگی | جامعه روحانیت مبارز | جامعه مدرسان | نتیجه شمارش آرا |
| ---- | ------------------------ | ----------- | -------------- | ------------------- | ------------ | --------------- |
| ۱    | سید محسن سعیدی گلپایگانی | اصولگرا     | آری            | نامزدشده            |              | رای نیاورد      |
| ۲    | عباس شاه رفعتی           | مستقل       | نه             |                     |              | رای نیاورد      |
| ۳    | وعد مرادبیگی             | مستقل       | نه             |                     | نامزدشده     | برنده           |

### استان بوشهر (۱ نماینده)
| ردیف | نام                   | گرایش سیاسی | سابقهٔ نمایندگی | جامعه روحانیت مبارز | جامعه مدرسان | نتیجه شمارش آرا |
| ---- | --------------------- | ----------- | -------------- | ------------------- | ------------ | --------------- |
| ۱    | سید هاشم حسینی بوشهری | اصولگرا     | آری            | نامزدشده            | نامزدشده     | برنده           |
| ۲    | رسول قاسمی کجانی      | مستقل       | نه             |                     |              | رای نیاورد      |

### استان تهران (۱۶ نماینده)
| ردیف | نام                    | گرایش سیاسی | سابقهٔ نمایندگی | جامعه روحانیت مبارز | جامعه مدرسان | نتیجه شمارش آرا |
| ---- | ---------------------- | ----------- | -------------- | ------------------- | ------------ | --------------- |
| ۱    | محسن اسماعیلی          | مستقل       | آری            | نامزدشده            |              | رای نیاورد      |
| ۲    | علیرضا اعرافی          | اصولگرا     | آری            | نامزدشده            | نامزدشده     | برنده           |
| 3    | عبدالجواد ابراهیمی فر  | اصولگرا     | نه             |                     | نامزدشده     | برنده           |
| 4    | مهدی برزگر             | مستقل       | نه             |                     |              | رای نیاورد      |
| 5    | مصطفی پورمحمدی         | اصولگرا     | نه             | نامزدشده            |              | رای نیاورد      |
| 6    | حمید حوالی شهریاری     | اصولگرا     | نه             | نامزدشده            |              | رای نیاورد      |
| 7    | قربانعلی دری نجف آبادی | اعتدالگرا   | آری            | نامزدشده            | نامزدشده     | برنده           |
| 8    | علی رازینی             | اصولگرا     | آری            | نامزدشده            |              | رای نیاورد      |
| 9    | حسینعلی سعدی           | اصولگرا     | آری            | نامزدشده            | نامزدشده     | برنده           |
| 10   | غلامعلی صفایی بوشهری   | اصولگرا     | نه             | نامزدشده            | نامزدشده     | برنده           |
| 11   | محسن قمی               | اصولگرا     | آری            | نامزدشده            | نامزدشده     | برنده           |
| ۱۲   | محمود محمدی عراقی      | اصولگرا     | آری            | نامزدشده            | نامزدشده     | برنده           |
| ۱۳   | احمد خوانساری          | مستقل       | نه             |                     |              | رای نیاورد      |
| ۱۴   | غلامرضا مصباحی مقدم    | اصولگرا     | آری            | نامزدشده            | نامزدشده     | برنده           |
| ۱۵   | محمدعلی موحدی کرمانی   | اصولگرا     | آری            | نامزدشده            | نامزدشده     | برنده           |
| ۱۶   | محمدعلی موسوی جزایری   | اصولگرا     | آری            | نامزدشده            | نامزدشده     | برنده           |
| ۱۷   | محمدرضا ناصری          | اصولگرا     | نه             |                     | نامزدشده     | برنده           |
| ۱۸   | غلامعلی نعیم آبادی     | اصولگرا     | آری            | نامزدشده            | نامزدشده     | برنده           |
| ۱۹   | احمد دانش زاده مومن    | اصولگرا     | آری            |                     | نامزدشده     | برنده           |
| ۲۰   | محمود رجبی             | اصولگرا     | نه             |                     | نامزدشده     | برنده           |
| ۲۱   | علی رحمانی‌فرد          | مستقل       | نه             |                     |              | رای نیاورد      |
| ۲۲   | هادی صادقی             | اصولگرا     | نه             | نامزدشده            |              | رای نیاورد      |
| ۲۳   | سعید صلح میرزایی       | اصولگرا     | نه             |                     | نامزدشده     | برنده           |
| ۲۴   | علی قریب دوست          | مستقل       | نه             |                     |              | رای نیاورد      |
| ۲۵   | سید صادق محمدی جزه‌ئی   | مستقل       | نه             |                     |              | رای نیاورد      |
| ۲۶   | علی مؤمن‌پور            | اصولگرا     | آری            | نامزدشده            | نامزدشده     | برنده           |

- حزب صدای ملت به دبیرکلی علی مطهری از لیست جامعه روحانیت مبارز اعلام حمایت کرد[۸]
- حزب جبهه پایداری به دبیرکلی صادق محصولی از لیست جامعه مدرسان حوزه علمیه قم اعلام حمایت کرد[۹]

### استان چهارمحال و بختیاری (۱ نماینده)
| ردیف | نام                    | گرایش سیاسی | سابقهٔ نمایندگی | جامعه روحانیت مبارز | جامعه مدرسان | نتیجه شمارش آرا |
| ---- | ---------------------- | ----------- | -------------- | ------------------- | ------------ | --------------- |
| ۱    | علیرضا اسلامیان        | اصولگرا     | آری            |                     | نامزدشده     | رای نیاورد      |
| ۲    | عبدالله کیوانی هفشجانی | مستقل       | نه             | نامزدشده            |              | برنده           |
| ۳    | منصور مظاهری کرونی     | مستقل       | نه             |                     |              | رای نیاورد      |

### استان خراسان جنوبی (۱ نماینده)
| ردیف | نام            | گرایش سیاسی | سابقهٔ نمایندگی | جامعه روحانیت مبارز | جامعه مدرسان | نتیجه شمارش آرا |
| ---- | -------------- | ----------- | -------------- | ------------------- | ------------ | --------------- |
| ۱    | ابراهیم رئیسی  | اصولگرا     | آری            | نامزدشده            | نامزدشده     | برنده           |
| ۲    | سید حسن روحبخش | مستقل       | نه             |                     |              | رای نیاورد      |

### استان خراسان رضوی (۶ نماینده)
| ردیف | نام                    | گرایش سیاسی | سابقهٔ نمایندگی | جامعه روحانیت مبارز | جامعه مدرسان | نتیجه شمارش آرا |
| ---- | ---------------------- | ----------- | -------------- | ------------------- | ------------ | --------------- |
| ۱    | سید احمد علم‌الهدی      | اصولگرا     | آری            | نامزدشده            | نامزدشده     | برنده           |
| ۲    | سید احمد حسینی خراسانی | اصولگرا     | آری            | نامزدشده            | نامزدشده     | برنده           |
| ۳    | سید مجتبی حسینی        | اصولگرا     | آری            | نامزدشده            | نامزدشده     | برنده           |
| ۴    | سید محمدرضا مدرسی یزدی | اصولگرا     | آری            | نامزدشده            | نامزدشده     | برنده           |
| ۵    | سید علیرضا صدر حسینی   | اصولگرا     | نه             | نامزدشده            |              | رای نیاورد      |
| ۶    | حسن عالمی              | اصولگرا     | آری            | نامزدشده            | نامزدشده     | برنده           |
| ۷    | علی محمدی خراسانی      | مستقل       | نه             |                     |              | رای نیاورد      |
| ۸    | غلامرضا مغیسه          | مستقل       | نه             |                     | نامزدشده     | برنده           |

### استان خراسان شمالی (۱ نماینده)
| ردیف | نام           | گرایش سیاسی | سابقهٔ نمایندگی | جامعه روحانیت مبارز | جامعه مدرسان | نتیجه شمارش آرا |
| ---- | ------------- | ----------- | -------------- | ------------------- | ------------ | --------------- |
| ۱    | غلامرضا فیاضی | اصولگرا     | آری            | نامزدشده            | نامزدشده     | برنده           |
| ۲    | علی اسلامی فر | مستقل       | نه             |                     |              | رای نیاورد      |

### استان خوزستان (۶ نماینده)
| ردیف | نام                           | گرایش سیاسی | سابقهٔ نمایندگی | جامعه روحانیت مبارز | جامعه مدرسان | نتیجه شمارش آرا |
| ---- | ----------------------------- | ----------- | -------------- | ------------------- | ------------ | --------------- |
| ۱    | محسن حیدری آل کثیر            | اصولگرا     | آری            | نامزدشده            | نامزدشده     | برنده           |
| ۲    | عباس کعبی نسب                 | اصولگرا     | آری            | نامزدشده            | نامزدشده     | برنده           |
| ۳    | سید علی شفیعی                 | اصولگرا     | آری            | نامزدشده            | نامزدشده     | برنده           |
| ۴    | سید ابوالحسن حسن زاده         | مستقل       | نه             | نامزدشده            |              | برنده           |
| ۵    | سید محمدعلی بلادیان بهبهان‌پور | اصولگرا     | نه             | نامزدشده            | نامزدشده     | رای نیاورد      |
| ۶    | عبدالمجید مقامی               | اصولگرا     | نه             | نامزدشده            | نامزدشده     | رای نیاورد      |
| ۷    | حسین رفیعی                    | مستقل       | نه             |                     | نامزدشده     | برنده           |
| ۸    | امیررضا هدائی                 | مستقل       | نه             |                     |              | برنده           |

### استان زنجان (۱ نماینده)
| ردیف | نام          | گرایش سیاسی | سابقهٔ نمایندگی | جامعه روحانیت مبارز | جامعه مدرسان | نتیجه شمارش آرا |
| ---- | ------------ | ----------- | -------------- | ------------------- | ------------ | --------------- |
| ۱    | جواد جعفری   | مستقل       | نه             |                     |              | برنده           |
| ۲    | اسماعیل نوری | اصولگرا     | نه             | نامزدشده            | نامزدشده     | رای نیاورد      |

### استان سمنان (۱ نماینده)
| ردیف | نام                   | گرایش سیاسی | سابقهٔ نمایندگی | جامعه روحانیت مبارز | جامعه مدرسان | نتیجه شمارش آرا |
| ---- | --------------------- | ----------- | -------------- | ------------------- | ------------ | --------------- |
| ۱    | سید محمدمهدی میرباقری | اصولگرا     | آری            | نامزدشده            | نامزدشده     | برنده           |
| ۲    | محسن فقیهی            | مستقل       | نه             |                     |              | رای نیاورد      |

### استان سیستان و بلوچستان (۲ نماینده)
| ردیف | نام              | گرایش سیاسی | سابقهٔ نمایندگی | جامعه روحانیت مبارز | جامعه مدرسان | نتیجه شمارش آرا |
| ---- | ---------------- | ----------- | -------------- | ------------------- | ------------ | --------------- |
| ۱    | احمد احمدی تبار  | مستقل       | نه             | نامزدشده            | نامزدشده     | رای نیاورد      |
| ۲    | علی احمد سلامی   | مستقل       | آری            | نامزدشده            | نامزدشده     | برنده           |
| ۳    | عبدالرحمان عارفی | مستقل       | نه             |                     |              | برنده           |

### استان فارس (۵ نماینده)
| ردیف | نام                         | گرایش سیاسی | سابقهٔ نمایندگی | جامعه روحانیت مبارز | جامعه مدرسان | نتیجه شمارش آرا |
| ---- | --------------------------- | ----------- | -------------- | ------------------- | ------------ | --------------- |
| ۱    | احمد بهشتی                  | اصولگرا     | آری            | نامزدشده            | نامزدشده     | برنده           |
| ۲    | علیرضا پیروزمند             | اصولگرا     | نه             | نامزدشده            | نامزدشده     | رای نیاورد      |
| ۳    | لطف‌الله دژکام               | اصولگرا     | آری            | نامزدشده            | نامزدشده     | برنده           |
| ۴    | علی اکبر کلانتری            | مستقل       | آری            | نامزدشده            | نامزدشده     | برنده           |
| ۵    | سید محمد علی مدرسی طباطبایی | اصولگرا     | نه             | نامزدشده            | نامزدشده     | برنده           |
| ۶    | سید علیرضا دانا             | مستقل       | نه             |                     |              | برنده           |

### استان قزوین (۲ نماینده)
| ردیف | نام         | گرایش سیاسی | سابقهٔ نمایندگی | جامعه روحانیت مبارز | جامعه مدرسان | نتیجه شمارش آرا |
| ---- | ----------- | ----------- | -------------- | ------------------- | ------------ | --------------- |
| ۱    | علی اسلامی  | اصولگرا     | آری            | نامزدشده            | نامزدشده     | برنده           |
| ۲    | مجید تلخابی | اصولگرا     | آری            |                     | نامزدشده     | رای نیاورد      |
| ۳    | حسین مظفری  | مستقل       | نه             | نامزدشده            |              | برنده           |

### استان قم (۱ نماینده)
| ردیف | نام                | گرایش سیاسی | سابقهٔ نمایندگی | جامعه روحانیت مبارز | جامعه مدرسان | نتیجه شمارش آرا |
| ---- | ------------------ | ----------- | -------------- | ------------------- | ------------ | --------------- |
| ۱    | سید محمد سعیدی     | اصولگرا     | آری            | نامزدشده            | نامزدشده     | برنده           |
| ۲    | محمد احمدوند       | مستقل       | نه             |                     |              | رای نیاورد      |
| ۳    | سید محمد نجفی یزدی | مستقل       | نه             |                     |              | رای نیاورد      |

### استان کردستان (۲ نماینده)
| ردیف | نام                   | گرایش سیاسی | سابقهٔ نمایندگی | جامعه روحانیت مبارز | جامعه مدرسان | نتیجه شمارش آرا |
| ---- | --------------------- | ----------- | -------------- | ------------------- | ------------ | --------------- |
| ۱    | فائق رستمی            | مستقل       | آری            | نامزدشده            | نامزدشده     | برنده           |
| ۲    | اقبال بهمنی           | مستقل       | نه             |                     |              | برنده           |
| ۳    | محمود ابن خیاط        | مستقل       | نه             |                     |              | رای نیاورد      |
| ۴    | سید محمدکاظم موسوی‌نسب | اصولگرا     | نه             | نامزدشده            | نامزدشده     | رای نیاورد      |

### استان کرمان (۳ نماینده)
| ردیف | نام                | گرایش سیاسی | سابقهٔ نمایندگی | جامعه روحانیت مبارز | جامعه مدرسان | نتیجه شمارش آرا |
| ---- | ------------------ | ----------- | -------------- | ------------------- | ------------ | --------------- |
| ۱    | سید احمد خاتمی     | اصولگرا     | آری            | نامزدشده            | نامزدشده     | برنده           |
| ۲    | محمد بهرامی خوشکار | مستقل       | آری            |                     |              | رای نیاورد      |
| ۳    | امان‌الله علیمرادی  | مستقل       | آری            | نامزدشده            | نامزدشده     | برنده           |
| ۴    | سید محمدباقر خرازی | اصولگرا     | نه             |                     |              | رای نیاورد      |
| ۵    | احمد کوثری         | مستقل       | نه             |                     |              | رای نیاورد      |
| ۶    | احمد شیخ‌بهائی      | مستقل       | نه             | نامزدشده            | نامزدشده     | برنده           |

### استان کرمانشاه (۲ نماینده)
| ردیف | تصویر نامزد | نام          | گرایش سیاسی | سابقهٔ نمایندگی | جامعه روحانیت مبارز | جامعه مدرسان | نتیجه شمارش آرا |
| ---- | ----------- | ------------ | ----------- | -------------- | ------------------- | ------------ | --------------- |
| ۱    |             | مهدی خطیبی   | مستقل       | نه             | نامزدشده            | نامزدشده     | رای نیاورد      |
| ۲    |             | مصطفی علما   | اصولگرا     | نه             | نامزدشده            | نامزدشده     | برنده           |
| ۳    |             | امان نریمانی | اعتدالگرا   | آری            |                     |              | برنده           |

### استان کهگیلویه و بویراحمد (۱ نماینده)
| ردیف | تصویر نامزد | نام                    | گرایش سیاسی | سابقهٔ نمایندگی | جامعه روحانیت مبارز | جامعه مدرسان | نتیجه شمارش آرا |
| ---- | ----------- | ---------------------- | ----------- | -------------- | ------------------- | ------------ | --------------- |
| ۱    |             | سید شرف‌الدین ملک حسینی | اصولگرا     | آری            | نامزدشده            | نامزدشده     | برنده           |
| ۲    |             | محمدهادی رحیمی صادق    | مستقل       | نه             |                     |              | رای نیاورد      |

### استان گلستان (۲ نماینده)
| ردیف | نام                         | گرایش سیاسی | سابقهٔ نمایندگی | جامعه روحانیت مبارز | جامعه مدرسان | نتیجه شمارش آرا |
| ---- | --------------------------- | ----------- | -------------- | ------------------- | ------------ | --------------- |
| ۱    | سید عبدالهادی حسینی شاهرودی | اصولگرا     | آری            | نامزدشده            | نامزدشده     | رای نیاورد      |
| ۲    | سید محسن طاهری              | اصولگرا     | نه             | نامزدشده            | نامزدشده     | برنده           |
| ۳    | کمال آخوند غراوی            | مستقل       | نه             |                     |              | برنده           |

### استان گیلان (۴ نماینده)
| ردیف | نام                  | گرایش سیاسی | سابقهٔ نمایندگی | جامعه روحانیت مبارز | جامعه مدرسان | نتیجه شمارش آرا |
| ---- | -------------------- | ----------- | -------------- | ------------------- | ------------ | --------------- |
| ۱    | رضا رمضانی           | اصولگرا     | آری            | نامزدشده            | نامزدشده     | برنده           |
| ۲    | رسول فلاحتی          | اصولگرا     | نه             | نامزدشده            | نامزدشده     | برنده           |
| ۳    | سید علی حسینی اشکوری | مستقل       | آری            | نامزدشده            | نامزدشده     | برنده           |
| ۴    | احمدعلی یوسفی        | مستقل       | نه             |                     | نامزدشده     | رای نیاورد      |
| ۵    | علی کاظمی            | مستقل       | نه             | نامزدشده            |              | برنده           |
| ۶    | محمدحسن گلی‌شیردار    | مستقل       | نه             |                     |              | رای نیاورد      |

### استان لرستان (۲ نماینده)
| ردیف | نام              | گرایش سیاسی | سابقهٔ نمایندگی | جامعه روحانیت مبارز | جامعه مدرسان | نتیجه شمارش آرا |
| ---- | ---------------- | ----------- | -------------- | ------------------- | ------------ | --------------- |
| ۱    | احمد مبلغی       | مستقل       | آری            | نامزدشده            |              | برنده           |
| ۲    | هاشم نیازی       | اصولگرا     | آری            | نامزدشده            | نامزدشده     | برنده           |
| ۳    | مهدی سلیمانی‌تبار | مستقل       | نه             |                     | نامزدشده     | رای نیاورد      |

### استان مازندران (۴ نماینده)
| ردیف | تصویر نامزد | نام                   | گرایش سیاسی | سابقهٔ نمایندگی | جامعه روحانیت مبارز | جامعه مدرسان | نتیجه شمارش آرا |
| ---- | ----------- | --------------------- | ----------- | -------------- | ------------------- | ------------ | --------------- |
| ۱    |             | صادق آملی لاریجانی    | اصولگرا     | آری            | نامزدشده            | نامزدشده     | رای نیاورد      |
| ۲    |             | علی معلمی             | اصولگرا     | آری            | نامزدشده            | نامزدشده     | برنده           |
| ۳    |             | محمدباقر محمدی لائینی | اصولگرا     | نه             | نامزدشده            | نامزدشده     | برنده           |
| ۴    |             | سید رحیم توکل         | اصولگرا     | آری            | نامزدشده            | نامزدشده     | برنده           |
| ۵    |             | سید صادق پیشنمازی     | مستقل       | آری            |                     |              | برنده           |

### استان مرکزی (۲ نماینده)
| ردیف | تصویر نامزد | نام                | گرایش سیاسی | سابقهٔ نمایندگی | جامعه روحانیت مبارز | جامعه مدرسان | نتیجه شمارش آرا |
| ---- | ----------- | ------------------ | ----------- | -------------- | ------------------- | ------------ | --------------- |
| ۱    |             | محسن اراکی         | اصولگرا     | آری            | نامزدشده            | نامزدشده     | برنده           |
| ۲    |             | کاظم سپاسی آشتیانی | مستقل       | نه             |                     |              | رای نیاورد      |
| ۳    |             | علی عباسی          | مستقل       | نه             | نامزدشده            | نامزدشده     | برنده           |

### استان هرمزگان (۱ نماینده)
| ردیف | نام                   | گرایش سیاسی | سابقهٔ نمایندگی | جامعه روحانیت مبارز | جامعه مدرسان | نتیجه شمارش آرا |
| ---- | --------------------- | ----------- | -------------- | ------------------- | ------------ | --------------- |
| ۱    | محسن ابراهیمی         | اصولگرا     | نه             | نامزدشده            | نامزدشده     | برنده           |
| ۲    | محمد ابراهیمی         | مستقل       | نه             |                     |              | رای نیاورد      |
| ۳    | سید ناصر محمدی هنرائی | مستقل       | نه             |                     |              | رای نیاورد      |

### استان همدان (۲ نماینده)
| ردیف | تصویر نامزد | نام                   | گرایش سیاسی | سابقهٔ نمایندگی | جامعه روحانیت مبارز | جامعه مدرسان | نتیجه شمارش آرا |
| ---- | ----------- | --------------------- | ----------- | -------------- | ------------------- | ------------ | --------------- |
| ۱    |             | غیاث‌الدین طه محمدی    | اصولگرا     | آری            |                     |              | رای نیاورد      |
| ۲    |             | سید مصطفی موسوی فراز  | اصولگرا     | آری            | نامزدشده            | نامزدشده     | برنده           |
| ۳    |             | حبیب‌الله شعبانی موثقی | اصولگرا     | نه             | نامزدشده            | نامزدشده     | برنده           |

### استان یزد (۱ نماینده)
| ردیف | تصویر نامزد | نام                  | گرایش سیاسی | سابقهٔ نمایندگی | جامعه روحانیت مبارز | جامعه مدرسان | نتیجه شمارش آرا |
| ---- | ----------- | -------------------- | ----------- | -------------- | ------------------- | ------------ | --------------- |
| ۱    |             | ابوالقاسم وافی یزدی  | اصولگرا     | آری            | نامزدشده            | نامزدشده     | برنده           |
| ۲    |             | محمودرضا محصل همدانی | مستقل       | نه             |                     |              | رای نیاورد      |
| ۳    |             | سید محمد حسینی‌نسب    | مستقل       | نه             |                     |              | رای نیاورد      |